# بستره (استان پودلاسکی)
بستره (به لهستانی:  Bystre) یک روستا در لهستان است که در گمینا بوتشکی واقع شده‌است. بستره ۱۵۰ نفر جمعیت دارد.